# Deklaracja Niepodległości Azerbejdżanu
Deklaracja Niepodległości Azerbejdżanu (azer. Azərbaycanın İstiqlal Bəyannaməsi)  – dokument sporządzony i podpisany przez Radę Narodową Azerbejdżanu 28 maja 1918 w Tyflisie i proklamujący niepodległość Demokratycznej Republiki Azerbejdżanu. Demokratyczna Republika Azerbejdżanu trwała tylko 23 miesiące i upadła w kwietniu 1920 roku po zajęciu kraju przez Armię Czerwoną. W jej miejsce utworzono Azerbejdżańską Socjalistyczną Republikę Radziecką, którą włączono do ZSRR. Po rozpadzie ZSRR Rada Najwyższa Republiki Azerbejdżanu, powołując się na Deklarację Niepodległości z 1918 roku, 18 października 1991 uchwaliła ustawę konstytucyjną. Oryginalny rękopis Deklaracji Niepodległości w języku azerskim jest przechowywany w Archiwach Państwowych Republiki Azerbejdżanu, oryginały w języku azerbejdżańskim i francuskim znajdują się w Muzeum Historii Azerbejdżanu. 28 maja jako dzień przyjęcia Deklaracji od 1990 roku jest obchodzony jest w Azerbejdżanie jako Dzień Republiki. Ponieważ jest to święto państwowe, jest dniem wolnym od pracy.

## Tło historyczne
W 1917 roku Rząd Tymczasowy oddał zarządzanie Zakaukaziem Ozakomowi (Osobyj Zakawkazskij Komitiet – Specjalny Komitet Zakaukaski) z siedzibą w Tyfilisie. Na terenach Baku i Tyfilisu istniały też i działały rady robotnicze i żołnierskie. 
Po rewolucji październikowej i upadku rządu tymczasowego politycy mienszewiccy po naradzie wszystkich sił politycznych Zakaukazia 15 listopada 1917 powołali w miejsce Ozakomu Komisariat Zakaukaski. Składał się on z dwunastu komisarzy. Każdy z nich tak jak w rządzie stał na czele jednego resortu. Na czele Komisariatu stanął Eugeni Gegeczkori pełniący również funkcję komisarza spraw zagranicznych. Komisariat za swoje zadanie uznał administrowanie Zakaukaziem oraz powołanie Zgromadzenia Ustawodawczego, które przejmie od niego władzę. Komisariat nie został uznany przez nowe władze w Piotrogrodzie. W grudniu 1918 roku komisarzem rządu do spraw Kaukazu został mianowany Stepan Szaumian.

### Utworzenie Sejmu Zakaukaskiego
W listopadzie 1917 roku odbyły się w Rosji wybory do Zgromadzenia Ustawodawczego Rosji. W styczniu 1918 roku Zgromadzenie zostało rozpędzone przez bolszewików, a deputowani z Zakaukazia podjęli decyzję o utworzeniu Sejmu Zakaukaskiego. Inauguracja obrad sejmu miała miejsce 10 lutego 1918. Znaleźli się w nim przedstawiciele trzech głównych frakcji politycznych: 30 mienszewików, 30 członków Musawatu i 24 dasznaków, a według innego źródła 32 gruzińskich mienszewików, 29 azerbejdżańskich musawatystów i 27 ormiańskich dasznaków oraz reprezentanci socjalrewolucjonistów, muzułmańskiego bloku socjalistycznego, socjalfederalistów i nacjonalistów–demokratów. Na czele Sejmu stanął Nikola Czcheidze. 
Sytuacja na froncie kaukaskim była niekorzystna. Na początku stycznia 1918 roku wojska tureckie zajęły obwody: ardahański, karski i batumski. Działania wojsk tureckich zmusiły Komisariat Zakaukaski do wysłania 6 lutego 1918 telegramu do dowódcy Frontu Kaukaskiego Mehmeta Wehib Paszy z propozycją przystąpienia do negocjacji pokojowych z Imperium Osmańskim. 

### Konferencja Pokojowa w Trabzonie
Rozpoczęcie konferencji pokojowej pomiędzy przedstawicielami Zakaukazia i Turcji zostało zaplanowane na 12 marca 1918 roku. Tymczasem 3 marca w Brześciu został podpisany odrębny traktat między Rosją a Niemcami, zgodnie z którym obwody ardahański, karski i batumski zostały przyznane Turcji. Sejm Zakaukaski nie uznał tej decyzji i wysłał do Piotrogrodu telegram do Rady Komisarzy Ludowych, w którym oznajmił, że nie może uznać traktatu brzeskiego, ponieważ Zakaukazie nigdy nie uznało rządu bolszewickiego i Rady Komisarzy Ludowych. 
Do udziału w negocjacjach z Turcją wybrano delegację, na czele której stanął gruziński Akaki Chchenkeli. Azerbejdżan reprezentowało dwóch muzawatystów – Məmməd Həsən Hacınski i Chalil-bek Chasmamed oraz po jednym przedstawicielu wszystkich pozostałych partii. Rozmowie w Trabzonie rozpoczęły się 12 marca i trwały do 14 kwietnia 2018 roku. Turcja na podstawie postanowień traktatu brzeskiego przedstawiła Sejmowi Zakaukaskiemu ultimatum z żądaniem natychmiastowego wycofania wojsk z Karsu, Batumi i Ardaganu. Ponieważ Zakaukazie nie ogłosiło niepodległości i nadal było częścią Rosji Sejm Zakaukaski musiał uznać postanowienia pokoju brzeskiego. Turcy nawiali Zakaukazie do ogłoszenia niepodległości oraz zgłaszali daleko idące żądania terytorialne. Prowadząc rozmowy nie przerwali działań wojennych. Stało się to powodem przerwania negocjacji. 1 kwietnia Turcy zajęli Batumi, a 15 kwietnia Ardahan.

### Powstanie Zakaukaskiej Republiki Demokratycznej
22 kwietnia 1918 roku Sejm Zakaukaski przyjął uchwałę o proklamowaniu niepodległej Zakaukaskiej Demokratycznej Republiki Federacyjnej. Tego samego dnia Sejm Zakaukaski zatwierdził skład nowego rządu Zakaukazia pod przewodnictwem Akakiego Czchenkeliego. 28 kwietnia Republika został uznana przez Turcję i rozmowy zostały wznowione. Republika Zakaukaska uznała postanowienia traktatu brzeskiego i oddanie Turcji obwodów: karskiego, ardagańskiego i batumskiego. 
Zakaukaska Demokratyczna Republika Federacyjna przestał istnieć, gdy 26 maja 1918 roku działająca przy Sejmie Zakaukaskim Rada Narodowa Gruzji ogłosiła Akt Niepodległości Gruzji. 26 maja 1918 odbyło się ostatnie posiedzenie Sejmu Zakaukaskiego. Po długich wzajemnych oskarżeniach ze strony Gruzinów i frakcji muzułmańskiej Sejm Zakaukaski wydał uchwałę stwierdzającą fakt rozpadu Republiki Zakaukaskiej.

## Przyjęcie Deklaracji Niepodległości

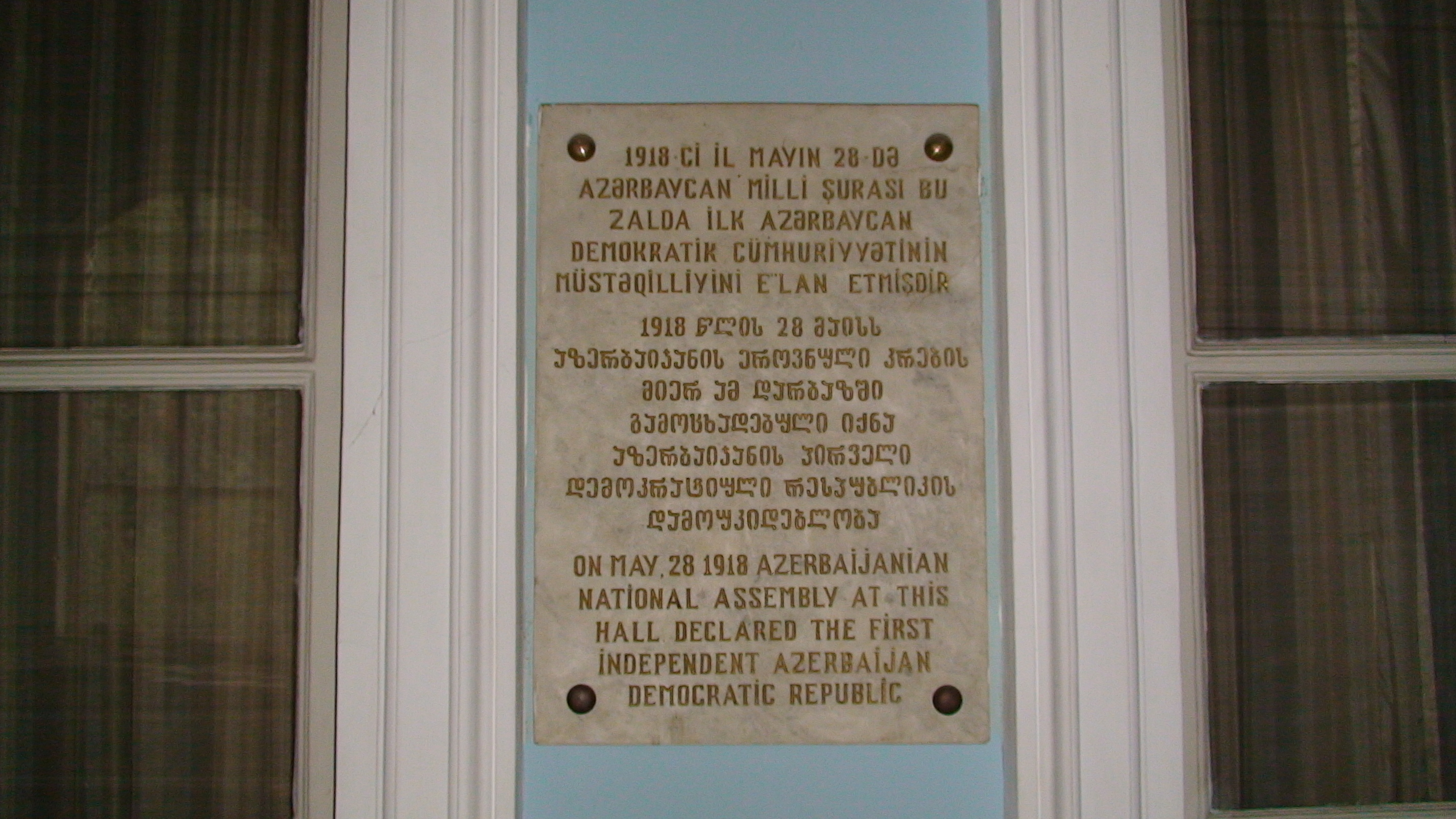
Tablica pamiątkowa w Tbilisi w holu pałacu byłego namiestnika rosyjskiego na Kaukazie, gdzie uchwalono Deklarację Niepodległości

Po rozwiązaniu Sejmu 27 maja 1918 roku członkowie frakcji muzułmańskiej byłego już Sejmu Zakaukaskiego zwołali nadzwyczajne posiedzenie w celu omówienia aktualnej sytuacji politycznej. Po długiej debacie podjęto decyzję o utworzeniu Tymczasowej Rady Narodowej Azerbejdżanu. Partia Musawat nominowała na przewodniczącego Məhəmməd Əmin Rəsulzadə. Kandydatura została zatwierdzona przez wszystkie partie, z wyjątkiem Partii Muzułmańskiej Ittihad i wybrany przewodniczącym w tajnym głosowaniu.  
28 maja w Tyfilisie, w pałacu byłego namiestnika rosyjskiego na Kaukazie w Tyflisie na posiedzeniu pod przewodnictwem Həsəna bəy Ağayeva zebrało się 26 członków Rady Narodowej Azerbejdżanu. Podczas spotkania oczekiwano, że Həsən bəy Ağayev zrelacjonuje sprawę Jelizawetpola w związku z ostatnimi wydarzeniami, odczyta telegram i list Rəsulzadə z Batumi oraz omówi sytuację w Azerbejdżanie w związku z rozwiązaniem Sejmu i deklaracją niepodległość Gruzji. Obrady rozpoczął Həsən bəy Ağayev, który właśnie wrócił z Jelizawetpola i udzielił szczegółowych informacji o sytuacji w mieście i gubernii jelizawietpolskiej. Następnie Nəsib bəy Yusifbəyli przeczytał telegramy i list od Məhəmməda Əmina Rəsulzadə z Batumi. 
Potem Xəlil bəy Xasməmmədov przedstawił raport dowodzący konieczności ogłoszenia Azerbejdżanu niepodległą republiką. Fətəli xan Xoyski zaproponował wstrzymanie ogłoszenia niepodległości Azerbejdżanu do czasu wyjaśnienia pewnych kwestii w terenie oraz utworzenia pełnoprawnego rządu azerbejdżańskiego, który mógłby prowadzić negocjacje pokojowe z mocarstwami. Po dyskusji sekretarz Mustafa Mahmudov ogłosił, że Rada 24 głosami za, przy dwóch wstrzymujących się opowiedziała się za natychmiastowym ogłoszeniem Azerbejdżanu jako niezależnej republiki demokratycznej po czym odczytano Deklarację Niepodległości Azerbejdżanu. Deklaracja została  wysłuchana przez Radę na stojąco. Podpisali ją Həsən bəy Ağayev, Fətəli xan Xoyski, Nəsib bəy Yusifbəyli, Camo bəy Hacınski, Şəfi bəy Rüstəmbəyli, Nəriman bəy Nərimanbəyli, Cavad bəy Məlik-Yeqanov i Mustafa Mahmudov. Spośród 26 członków Rady Narodowej od głosu wstrzymali się tylko Cəfər Axundov i jeden z przywódców partii İttihad, Sultan Məcid Qənizadə. Następnie Rada zleciła członkowi Rady Fətəli xan Xoyskiemu utworzenie rządu Demokratycznej Republiki Azerbejdzanu.
Po godzinnej przerwie wznowiono posiedzenie Rady w celu wysłuchania raportu Fətəli xan Xoyski'ego na temat formowania rządu. Podał on skład Rządu Tymczasowego: premierem i Ministerem Spraw Wewnętrznych został Fətəli xan Xoyski – bezpartyjny, Ministrem Finansów i Ministrem Edukacji Publicznej Nəsib bəy Yusifbəyli – z Musawatu, Ministrem Spraw Zagranicznych Məmməd Həsən Hacınski – z Musawatu, Ministrem Kolei oraz Poczty i Telegrafu Xudadat bəy Məlik-Aslanov – z Muzułmańskiego Bloku Socjalistycznego, Ministrem Sprawiedliwości Xəlil bəy Xasməmmədov – z Musawatu, Ministrem Rolnictwa i Pracy Əkbər ağa Şeyxülislamov – z Hümmət, Minister Wojny Xosrov bəy Sultanov – z İttihad, Minister Handlu i Przemysłu Məmməd Yusif Cəfərov – bezpartyjny, Minister Kontroli Państwowej Camo bəy Hacınski – z Müsəlman Sosialist Bloku.

### Tekst Deklaracji Niepodległości
28 maja odczytano tekst Deklaracji Niepodległości który mówił, że: Sytuacja wywołana eskalacją wojny między Rosją a Imperium Osmańskim oraz bezprecedensowa anarchia polityczna w tym kraju wymaga aby Azerbejdżan, składający się z Kaukazu Południowo-Wschodniego, powołał specjalną organizację państwową, która mogłaby przezwyciężyć problemy wewnętrzne i zewnętrzne. W związku z tym Rada Narodowa Azerbejdżanu oświadczyła, że
1. Od teraz ludy Azerbejdżanu są posiadaczami suwerennych praw, a Azerbejdżan, składający się ze wschodniego i południowego Zakaukazia, jest w pełni niezależnym państwem.
2. Formą struktury politycznej niepodległego Azerbejdżanu jest Republika Demokratyczna.
3. Demokratyczna Republika Azerbejdżanu dąży do ustanowienia dobrosąsiedzkich stosunków ze wszystkimi członkami społeczności międzynarodowej, a zwłaszcza z sąsiadującymi narodami i państwami.
4. Demokratyczna Republika Azerbejdżanu gwarantuje w swoich granicach prawa obywatelskie i polityczne wszystkim obywatelom, bez względu na narodowość, religię, status społeczny czy płeć.
5. Demokratyczna Republika Azerbejdżanu zapewni wszystkim narodowościom zamieszkującym jej terytorium szerokie możliwości swobodnego rozwoju.
6. Do czasu zwołania Zgromadzenia Ustawodawczego na czele administracji całego Azerbejdżanu stoją Rada Narodowa wybrana w głosowaniu powszechnym oraz Rząd Tymczasowy, odpowiedzialny przed Zgromadzeniem Narodowym.

## Historia dokumentu Deklaracji Niepodległości
Oryginalny rękopis Deklaracji Niepodległości w języku azerbejdżańskim z podpisami członków Rady Narodowej Azerbejdżanu jest przechowywany w Archiwum Państwowym Republiki Azerbejdżanu. Aby Deklaracja Niepodległości Azerbejdżanu mogła wejść w życie konieczne było uznanie Republiki Azerbejdżanu przez światowe mocarstwa. W związku z tym w grudniu 1919 roku w celu uzyskania poparcia zwycięskich I wojnie światowej mocarstw delegacja Azerbejdżańskiej Republiki Demokratycznej udała się do Paryża na konferencję pokojową. Nie zostali na nią zaproszeni, ani nie byli jej uczestnikami. Zabrali ze sobą teksty Deklaracji napisane w języku azerskim i francuskim. 15 stycznia 1920 roku przedstawiciele Azerbejdżanu zostali przyjęci przez I sekretarza francuskiego MSZ Julesa Cambona, który przedstawił Əlimərdanowi bəy Topçubaşovi oficjalną decyzję paryskiego pokoju Konferencja w sprawie faktycznego uznania Republiki Azerbejdżanu przez członków Rady Najwyższej i państwa sojusznicze. 19 stycznia 1920 roku na posiedzeniu Rady Najwyższej Konferencji Pokojowej w Paryżu z udziałem szefów rządów odczytano memorandum, którego pierwszy paragraf uznawał niepodległość Azerbejdżanu.
Jednak po zajęciu Azerbejdżanu 28 kwietnia 1920 roku przez Armię Czerwoną i obaleniu rządu Azerbejdżańskiej Republiki Demokratycznej, członkowie delegacji zostali zmuszeni do pozostania we Francji, a kopie Deklaracji Niepodległości, które zabrali ze sobą zaginęły. 
13 maja 2014 roku jeden z oryginałów Deklaracji Niepodległości Azerbejdżanu w języku azerbejdżańskim i francuskim, który delegacja przywiozła do Paryża, został przekazany do Muzeum Historii Azerbejdżanu. Według pracowników muzeum dokument odnaleziono w Londynie.

## Upamiętnienie
- 30 sierpnia 1991 roku Rada Najwyższa Azerbejdżańskiej SRR przyjęła Azərbaycan Respublikasının dövlət müstəqilliyini bərpa etmək haqqında Azərbaycan Respublikası Ali Sovetinin Bəyannaməsi (Deklarację o przywróceniu niepodległości państwowej Republiki Azerbejdżanu)[23]. 18 października 1991 roku na posiedzeniu Rady Najwyższej Azerbejdżańskiej SRR uchwalono ustawę konstytucyjną Azərbaycan Respublikasının dövlət müstəqilliyi haqqında Konstitusiya Aktı (O niepodległości Republiki Azerbejdżanu)[24]. Jednocześnie za podstawę przyjęto Deklarację Niepodległości z 1918 roku[25][26]. Tekst Deklaracji wyryty na  Pomniku Niepodległości w Baku

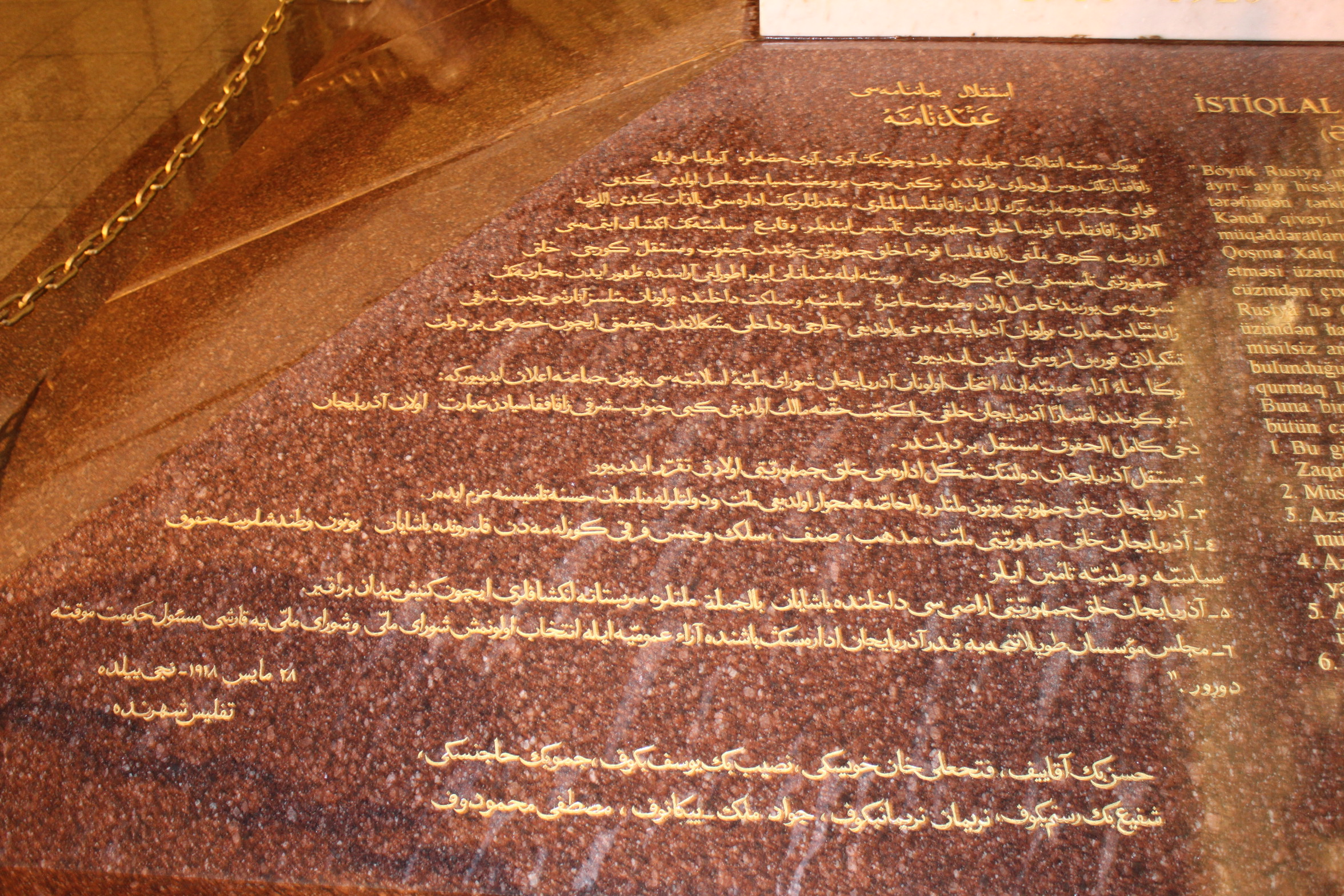
Tekst Deklaracji wyryty na Pomniku Niepodległości w Baku

- 28 maja jest obchodzony jako Dzień Republiki. po raz pierwszy obchodzono go 28 maja 1919 roku. Po upadku Azerbejdżańskiej Republiki Demokratycznej święto było obchodzone na emigracji. Od 1990 roku 28 maja jest ponownie obchodzony w Azerbejdżanie jako Dzień Republiki[27].
- Z okazji 100 rocznicy ogłoszenia Deklaracji prezydent İlham Əliyev ogłosił rok 2018 Rokiem Azerbejdżańskiej Republiki Ludowej[28].
- 25 maja 2007 roku na ulicy İstiqlaliyyət w Baku został odsłonięty Pomnik Niepodległości. Na cokole wyryto tekst Deklaracji Niepodległości w języku azerbejdżańskim w starym alfabecie i łacińskim[1]. Pomnik umieszczono przed budynkiem Instytutu Rękopisów Azerbejdżańskiej Akademii Nauk  gdzie w latach 1918-1920 obradował parlament Demokratycznej Republiki Azerbejdżanu. W uroczystości otwarcia pomnika uczestniczył  prezydent Republiki Azerbejdżanu İlham Əliyev[1].  „Deklaracja Niepodległości” w Narodowym Muzeum Historii Azerbejdżanu

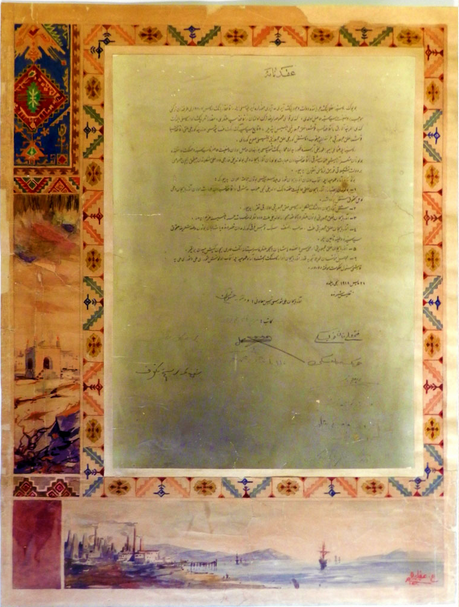
„Deklaracja Niepodległości” w Narodowym Muzeum Historii Azerbejdżanu

- Z okazji obchodów 100–lecia niepodległości Azerbejdżanu w 2018 roku  w Auli Nova Akademii Muzycznej w Poznaniu ambasador Republiki Azerbejdżanu w Polsce Həsən Həsənov przekazał pamiątkowy medal, który upamiętniał sto lat przyjaźni między Polską a Azerbejdżanem. Znalazł się na nim Ignacy Paderewski i Əlimərdanow bəy Topçubaşov. Medal ma przypominać, że Polska znalazła się w gronie państw, które jako pierwsze uznały niepodległość Azerbejdżanu dzięki staraniom Ignacego Paderewskiego[29].
- W Muzeum Historii Azerbejdżanu znajduje się dokument zawierający fotokopię oryginału Deklaracji Niepodległości, którą umieszczono w ozdobnej ramce, a obok umieszczono akwarele.  Po lewej stronie u góry znalazł się dywan, pod nim wizerunek świątyni czcicieli ognia Ateszgah z XVII wieku we wsi Surachani koło Baku. Na dole, poniżej fotokopii umieszczono wizerunek Zatoki Bakijskiej. Po lewej stronie pokazano miasto z platformami wiertniczymi, po prawej Morze Kaspijskie ze statkami, a w tle została namalowana wyspa Böyük Zirə[30]. Po oczyszczeniu eksponatu w prawym dolnym rogu został odnaleziony autograf należący do azerbejdżańskiego artysty pierwszej połowy XX wieku Əzima Əzimzadə. Praca ma wymiar 65×50 cm[30].